# واقعه نیهاو
واقعه نیهاو (انگلیسی: Niihau incident) در ۷ تا ۱۳ دسامبر ۱۹۴۱ رخ داد، طی آن زیروی شیگنوری نیشیکایچی (西開地 重徳) خلبان خدمات هوایی نیروی دریایی امپراطوری ژاپن پس از مشارکت در حمله به پرل هاربر در جزیره نیهاوهاوایی سقوط کرد. او در کشمکش با مردم در جزیره کشته شد.
ساکنین بومی هاوایی جزیره در ابتدا از حمله بی اطلاع بودند، ولی وقتی اهمیت وضعیت روشن شد، نیشیکایچی را دستگیر کردند. او از سه نفر از بومیان ژاپنی تبار جزیره کمک خواست و گرفت تا بر اسیرکنندگانش غلبه کند، اسلحه پیدا کند، و چند گروگان بگیرد. نهایتاً او توسط دو نیهاویی به نام‌های بنهکاکا «بن» کاناهله، و کیلوها «الا» کاناهاله کشته شد. بن کاناهله در این جریان زخمی شد و یکی از حامیان نشیکایچی خودکشی کرد.
این واقعه و اقدامات یاران نیشیکایچی نشان داد احتمال دارد تمایل نژادی یا قومی بر تمایل ملی فزونی گیرد. این واقعه نهایتاً ممکن است بر تصمیم فرانکلین دلانو روزولت در بازداشت دسته‌جمعی ژاپنی‌ها در آمریکا د جریان جنگ جهانی دوم اثر گذاشته باشد.